# Babbitt (Minnesota)
Babbitt is een plaats (city) in de Amerikaanse staat Minnesota, en valt bestuurlijk gezien onder St. Louis County.

## Demografie
Bij de volkstelling in 2000 werd het aantal inwoners vastgesteld op 1670.
In 2006 is het aantal inwoners door het United States Census Bureau geschat op 1597, een daling van 73 (-4,4%).

## Geografie
Volgens het United States Census Bureau beslaat de plaats een oppervlakte van
276,4 km², waarvan 273,6 km² land en 2,8 km² water. Babbitt ligt op ongeveer 452 m boven zeeniveau.

## Plaatsen in de nabije omgeving
De onderstaande figuur toont nabijgelegen plaatsen in een straal van 32 km rond Babbitt.